# Веноза
Вено́за (итал. Venosa, лат. Venusia) — коммуна в Италии, расположена в регионе Базиликата, подчиняется административному центру Потенца.
Население составляет 12 147 человек (на 2004 год), плотность населения составляет 72 чел./км². Занимает площадь 169 км². Почтовый индекс — 85029. Телефонный код — 0972.
Покровителем населённого пункта считается Святой Рох (итал. San Rocco). Праздник ежегодно празднуется 16 августа.

## История
Основание Венузии (лат. Venusia, др.-греч. Οὐενουσία), города у подножия находящейся на границе Апулии и Лукании горы Вултура, приписывают Диомеду, после окончания Троянской войны поселившемуся в Италии.
В 291 году до н. э., во время третьей самнитской войны, город, принадлежавший Самнию, стал самой многочисленной и южной римской колонией, в которую выслали не менее 20 000 колонистов.
В 280 году до н. э. в Венузию отступила разгромленная армия Левина после поражения при Гераклее.
В 217 году до н. э. Ганнибал во время перехода из Апулии в Самний взял и разграбил город, благодаря отсутствию в нём оборонительных стен.
В 216 году до н. э. в Венузию отступили остатки римской союзнической кавалерии (70 всадников) во главе с Гаем Теренцием Варроном после поражения при Каннах.
В 200 году до н. э. в город были высланы дополнительные колонисты, чтобы компенсировать людские потери, понесённые во время Второй Пунической Войны.
В 190 году до н. э. Аппиева дорога была продлена до Венузии.

## Известные уроженцы
- Гораций — поэт
- Манфред — король Сицилии
- Джезуальдо да Веноза — композитор
- Джакомо ди Кирико — живописец
- Луиджи Фруши — Офицер